# Championnat du Ghana de football 2011-2012
Navigation
Saison précédente Saison suivante
La saison 2011-2012 du Championnat du Ghana de football est la cinquante-deuxième édition de la première division au Ghana, la Glo Premier League. Elle regroupe, sous forme d'une poule unique, les seize meilleures équipes du pays qui se rencontrent deux fois, à domicile et à l'extérieur. En fin de saison, les trois derniers du classement sont relégués et remplacés par les trois meilleures formations de deuxième division.
C'est le club d'Asante Kotoko qui remporte le titre cette saison après avoir terminé en tête du classement final, avec quatorze points d'avance sur Ashanti Gold SC et seize sur Hearts of Oak SC. C'est le vingt-deuxième titre de champion du Ghana de l'histoire du club.

## Les clubs participants
| - Hearts of Oak SC - Asante Kotoko - Ashanti Gold SC - New Edubiase United - Tema Youth - Promu de D2 - Bechem United - Promu de D2 - Berekum Arsenal - Berekum Chelsea | - All Stars FC - Medeama SC - Heart of Lions Kpando - Ebusua Dwarfs - Wassaman United - Promu de D2 - Aduana Stars - Liberty Professionals - Mighty Jets Tudu |

## Compétition
Le barème de points servant à établir les classements se décompose ainsi :
- Victoire : 3 points
- Match nul : 1 point
- Défaite : 0 point

### Classement
| Rang | Équipe                | Pts | J  | G  | N  | P  | Bp | Bc | Diff |
| ---- | --------------------- | --- | -- | -- | -- | -- | -- | -- | ---- |
| 1    | Asante Kotoko         | 63  | 30 | 18 | 9  | 3  | 43 | 18 | +25  |
| 2    | Ashanti Gold SC       | 49  | 30 | 13 | 10 | 7  | 35 | 33 | +2   |
| 3    | Hearts of Oak SC      | 47  | 30 | 12 | 11 | 7  | 31 | 20 | +11  |
| 4    | Medeama SC            | 46  | 30 | 14 | 4  | 12 | 42 | 34 | +8   |
| 5    | New Edubiase UnitedC  | 46  | 30 | 14 | 4  | 12 | 36 | 36 | 0    |
| 6    | Aduana Stars          | 45  | 30 | 11 | 12 | 7  | 26 | 17 | +9   |
| 7    | Berekum ChelseaT      | 45  | 30 | 11 | 12 | 7  | 30 | 23 | +7   |
| 8    | Liberty Professionals | 42  | 30 | 11 | 9  | 10 | 38 | 30 | +8   |
| 9    | All Stars FC          | 42  | 30 | 11 | 9  | 10 | 20 | 20 | 0    |
| 10   | Ebusua Dwarfs         | 37  | 30 | 9  | 10 | 11 | 23 | 26 | -3   |
| 11   | Tema YouthP           | 35  | 30 | 9  | 8  | 13 | 32 | 33 | -1   |
| 12   | Heart of Lions Kpando | 34  | 30 | 7  | 13 | 10 | 22 | 30 | -8   |
| 13   | Berekum Arsenal       | 30  | 30 | 7  | 9  | 14 | 24 | 39 | -15  |
| 14   | Wassaman UnitedP      | 29  | 30 | 7  | 8  | 15 | 27 | 43 | -16  |
| 15   | Bechem UnitedP        | 29  | 30 | 6  | 11 | 13 | 25 | 42 | -17  |
| 16   | Mighty Jets Tudu      | 28  | 30 | 5  | 13 | 12 | 23 | 32 | -9   |

|  | Qualification pour la Ligue des champions de la CAF 2013                              |
|  | Qualification pour la Coupe de la confédération 2013                                  |
|  | Relégation directe en deuxième division                                               |
|  | T : Tenant du titre C : Vainqueur de la Coupe du Ghana P : Promu de deuxième division |

## Bilan de la saison
| Championnat du Ghana de football 2011-2012 |                           |
| Champion                                   | Asante Kotoko (22e titre) |
| Coupes et trophées                         |                           |
| Vainqueur de la Coupe du Ghana 2011-2012   | New Edubiase United       |
| Qualifications continentales               |                           |
| Ligue des champions de la CAF 2013         | Asante Kotoko             |
| Coupe de la confédération 2013             | New Edubiase United       |
| Promotions et relégations                  |                           |
| Promus en Premier League                   | King Faisal Babies        |
| Promus en Premier League                   | Amidaus Professionals     |
| Promus en Premier League                   | Real Tamale United        |
| Relégués en Second League                  | Wassaman United           |
| Relégués en Second League                  | Bechem United             |
| Relégués en Second League                  | Mighty Jets Tudu          |